# Химн на Сао Томе и Принсипи
Пълна независимост (на португалски: Independência total) е националният химн на Сао Томе и Принсипи, приет е през 1975 година. Автор на текста е Алда Невеш да Граса ду Еспириту Санту (Alda Neves da Graça do Espírito Santo), композитор е Мануел душ Сантуш Баррету де Суза е Алмейда (Manuel dos Santos Barreto de Sousa e Almeida).

## Оригинален текст на португалски
Припев:

Independência total,

Glorioso canto do povo,

Independência total,

Hino sagrado de combate.

Dinamismo

Na luta nacional,

Jurameneo eterno

No pais soberano de São Tomé e Príncipe.

Guerrilheiro da guerra sem armas na mão,

Chama viva na alma do porvo,

Congregando os filhos das ilhas

Em redor da Pátria Imortal.

Independência total, total e completa,

Costruindo, no progresso e na paz,

A nação ditosa da Terra,

Com os braços heróicos do povo.

Припев:

Trabalhando, lutando, presente em vencendo,

Caminhamos a passos gigantes

Na cruzada dos povos africanos,

Hasteando a bandeira nacional.

Voz do porvo, presente, presente em conjunto,

Vibra rijo no coro da esperança

Ser herói no hora do perigo,

Ser herói no ressurgir do País.

Припев:

Dinamismo

Na luta nacional,

Juramento eterno

No pais soberano de São Tomé e Príncipe.

## Превод на български
Припев:

Пълна независимост,

Славна песен на народа,

Пълна независимост,

Свещен химн на борбата.

Динамизъм

В национална борба

Вечна клетва

На независимата държава Сао Томе и Принсипи

Войни във войната без оръжие,

Пламъкът живее в душата на народа,

Събираме синовете на островите,

Около безсмъртната родина.

Пълна независимост, пълна и безкрайна,

Изграждане в прогрес и мир,

С героичните ръце на хората,

Най-щастливата държава в света.

Припев:
Работа, борби, борби и победи,

Ние вървим напред с гигантски крачки,

В кръстоносния поход на африканския народ,

Издигаме националния флаг.

Гласът на народа, присъстващ, присъстващ и задружен,

Силен удар в сърцето на надеждата,

Да бъде герой в часа на опасността,

Герой за възраждането на родината.

Припев:

Динамизъм

В националната борба

Вечна клетва

Към независимата държава Сао Томе и Принсипи.